# 다마가와가쿠엔마에역
다마가와가쿠엔마에역(일본어: 玉川学園前駅→다마가와학원앞역)은 일본 도쿄도 마치다시에 위치한 오다큐 전철 오다와라선의 역이다. 역 번호는 OH 26이다.

## 역사
- 1929년 4월 1일: 다마가와 학원의 창립자 구니요시 오바라가 오다와라 급행에 역사를 무상 제공하고 영업 개시. "직통" 정차역이 된다. 각역정차는 신주쿠 ~ 이나다노보리토역(현, 무코가오카유엔 역) 구간만 운행하고, 당역까지의 운행은 없었음.
- 1945년 6월: 과거에 신주쿠 ~ 이나다노보리토역 구간만을 운행하던 각역정차가 전 노선에서 운행하게 되어 각역정차의 정차역이 됨과 동시에 "직통"은 폐지됨.
- 1946년 10월 1일: 준급이 설정되어 정차역이 됨.
- 1948년 9월: "사쿠라 준급"이 설정되어 정차역이 됨.
- 1960년 3월 25일: 통근준급이 설정되어 정차역이 됨.
- 1970년: 자동 개찰기 시범 도입.
- 2004년 12월 11일: 구간준급이 설정되어 정차역이 됨.

## 역 구조
상대식 승강장 2면 2선의 지상역에서 교상 역사를 갖는다. 동서에 있는 구릉의 골짜기에 위치하고 역 주변의 주택지에는 가파른 언덕이 많다.

### 타는 곳
| 번호 | 노선       | 방향 | 방면                         | 비고                                                                                |
| ---- | ---------- | ---- | ---------------------------- | ----------------------------------------------------------------------------------- |
| 1    | 오다와라선 | 하행 | 오다와라·가타세에노시마 방면 |                                                                                     |
| 2    | 오다와라선 | 상행 | 신주쿠·지요다선 방면         | 요요기우에하라역에서 도쿄 메트로 지요다선, 아야세역으로부터 조반선(각역정차)과 직통 |

## 역 주변
신주쿠 방면에서는 다마가와 학원 구내를 주행하므로 캠퍼스 내 풍경이 잘 보인다. 봄에는 벚꽃의 명소이다.
역 북동쪽에 광대한 다마가와 학원이 있어 선로는 보통 주행하고 쓰루카와역 쪽으로 가는 길은 없다. 역 동서 방향 및 남쪽은 선로와 평행으로 달리는 길이 있고 상점가이다. 대학이 높은 지대에 있어 역과 상점가는 다마가와 대학생들은 "가쿠엔시타"라고 부른다.
또, 문교 지구이다 역 주변 지역은 파친코 점포 등의 유흥업은 없다.
도쿄도와 가나가와현의 경계가 가까운 역으로, 동쪽 방향으로 산을 넘어가면 가나가와현 요코하마시 아오바구 나라초 지역의 일부도 당역의 이용권이다.

### 북쪽 출입구
- 다마가와 학원 정문
- 다마가와 학원 구매부 캠퍼스 스토어 다마가와
- 다마가와 학원 커뮤니티 센터(구. 다마가와 학원 문화 센터)
  - 마치다시 관공서 다마가와가쿠엔역앞 연락소
- 슈퍼 산와 다마가와가쿠엔점
- 도쿄 토민은행 다마가와가쿠엔 지점
- 다마가와가쿠엔마에 우체국

### 남쪽 출입구
- 다마가와 학원 남문
- Odakyu OX 다마가와가쿠엔점
- Odakyu BOOKMATES 다마가와가쿠엔점
- 오다큐 마르쉐 다마가와가쿠엔마에
- 미즈호 은행 다마가와가쿠엔마에 지점

## 인접역
| 오다큐 오다와라선          | 오다큐 오다와라선 | 오다큐 오다와라선                   |
| -------------------------- | ----------------- | ----------------------------------- |
| (무정차통과)               | ■ 쾌속급행 ■ 급행 | (무정차통과)                        |
| OH 25 쓰루카와 아야세 방면 | □ 통근준급        | 마치다 OH 27 (하행 열차 없음)       |
| OH 25 쓰루카와 아야세 방면 | ■ 준급            | 마치다 OH 27 오다와라 방면          |
| OH 25 쓰루카와 신주쿠 방면 | ■ 각역정차        | 마치다 OH 27 후지사와·오다와라 방면 |